# Turgenev (cràter)
Turgenev és un cràter d'impacte en el planeta Mercuri de 136 km de diàmetre. Porta el nom de l'escriptor rus Ivan Turgenev (1818-1883), i el seu nom va ser aprovat per la Unió Astronòmica Internacional el 1979.